# Бельграно, Хосе Денис
Хосе Денис Бельграно (исп. José Denis Belgrano; 8 апреля 1844, Малага — 12 февраля 1917, Малага) — испанский художник. Видный представитель Малагской школы живописи, популярный в среде малагской буржуазии конца XIX — начала XX века художник-портретист.
Благодаря Карлосу Лариосу, маркизу де Гуадиаро, Хосе Денис Бельграно получил возможность обучаться в Риме, где прожил два года и познакомился с творчеством испанского художника Мариано Фортуни. Вернувшись в Малагу, Бельграно поступил в 1868 году в Малагскую школу искусств (ныне факультет искусств Малагского университета), где учился у Бернардо Феррандиса. Проведя в середине 1870-х годов вновь несколько лет в Риме, Бельграно вернулся на родину признанным художником. Его выставки картин пользовались большим успехом. В 1887 году Бельграно получил должность профессора в Малагской школе искусств. Несколько работ Хосе Дениса Бельграно хранятся в Малагском музее изящных искусств. Бельграно похоронен в Малаге на кладбище Сан-Мигель. Имя Бельграно носит одна из малагских улиц и центр народного просвещения.

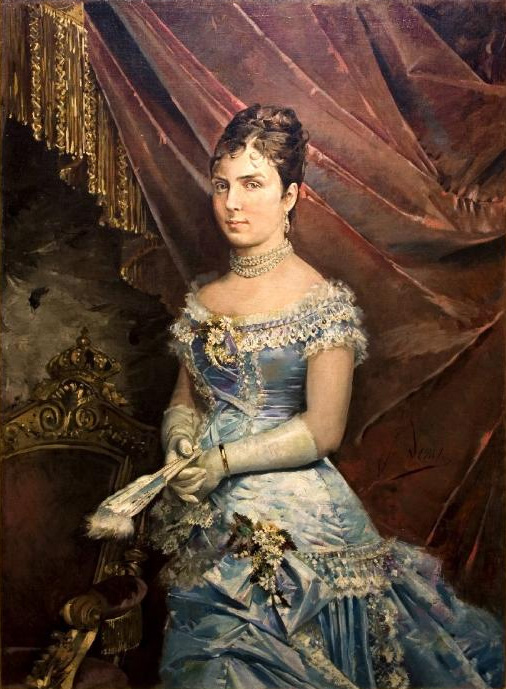
Портрет принцессы Астурийской Марии де лас Мерседес де Бурбон работы Хосе Дениса Бельграно